# Mapharsen
Le mapharsen est un médicament antisyphilitique employé dans les années 1930 et 1940. Également connu sous les noms d'arsphénoxide ou d'arsénoxide, ce composé organique de l’arsenic a été synthétisé par Paul Ehrlich dès avant 1910, mais il n'a pu être introduit en thérapeutique qu'en 1936.

## Histoire
L'arsénoxide figure parmi les centaines de molécules qu'Ehrlich, Hata et leurs collaborateurs synthétisent et expérimentent dans les premières années du XXe siècle, à la recherche d’un arsenical efficace en thérapeutique, recherche qui aboutit en 1908 à la découverte du célèbre Salvarsan (arsphénamine). Mais l'arsénoxide fait partie des substances dont Ehrlich est persuadé que leur toxicité les rend inutilisables.

Arsphénamine.

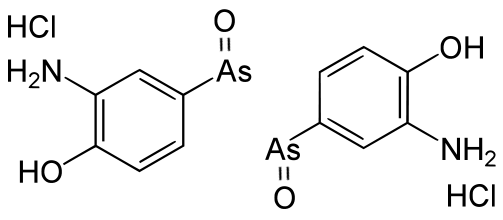
L'Arsphénoxyde,
métabolite de l'arsphénamine

Le produit est donc laissé de côté, jusqu’à ce que, en 1920, Carl Voegtlin et Homer Smith (en) découvrent que l'arsphénamine s’oxyde dans les tissus organiques pour former de l’arsénoxide, et montrent que l’agent actif du Salvarsan contre le tréponème n’est autre que cet arsénoxide. Sa toxicité expérimentale, cependant, continue d’en faire proscrire l’administration thérapeutique.
En 1934, Arthur Tatum et Garrett Cooper relancent les études sur la syphilis et la trypanosomiase expérimentales. Ils concluent cette fois que l’arsénoxide pur n’est pas dangereusement toxique et qu'il possède un indice thérapeutique supérieur à celui du Néosalvarsan (néoarsphénamine). Ils nomment le médicament Mapharsen, acronyme de son nom scientifique : « oxyde méta-amino para-hydroxyphényl arsinique ».
Un an plus tard cependant, en 1935, George Raiziss et Marie Severac font valoir que, dans la syphilis expérimentale du lapin, la dose maximum tolérée et la dose minimum curative de l’arsénoxide sont si proches l'une de l'autre que l’usage clinique du produit devrait présenter un danger considérable.
Il faut donc encore attendre l’année 1936 suivante pour que des essais cliniques dirigés par Hiram Miller lèvent définitivement le doute et établissent, après l'étude de plus d’une dizaine de milliers d’injections, la suffisante innocuité du Mapharsen et sa supériorité sur le Néosalvarsan.

## Source
- (en) Hiram E. Miller, Norman N. Epstein et Roger G. Simpson, « Mapharsen : Its Use in the Treatment of Syphilis », California and Western Medicine, vol. 45, no 4,‎ octobre 1936, p. 322-324 (lire en ligne, consulté le 13 août 2012).